# Emprise (droit)
 (avril 2024).
Si vous disposez d'ouvrages ou d'articles de référence ou si vous connaissez des sites web de qualité traitant du thème abordé ici, merci de compléter l'article en donnant les références utiles à sa vérifiabilité et en les liant à la section « Notes et références ».
En droit administratif français, l’emprise est le fait pour l'Administration de déposséder un particulier d'un bien immobilier, légalement ou illégalement[pas clair], à titre temporaire ou définitif, à son profit ou au profit d'un tiers (synonyme : expropriation).L'indemnisation des actes constitutifs d'emprise régulière relève du juge administratif, alors que l’indemnisation de l'emprise irrégulière relève des seuls tribunaux judiciaires.
En droit pénal et en criminologie, quand une personne est sous l'emprise et le contrôle violents de son conjoint, ce phénomène est qualifié de contrôle coercitif. 